# Wikimanija
Wikimania je godišnja međunarodna konferencija za suradnike projekata Zaklade Wikimedije (poput Wikipedije i ostalih sestrinskih projekata). Prva konferencija je održana u Frankfurtu, od 5. do 7. kolovoza 2005., druga od 4. do 6. kolovoza 2006., u Cambridgeu, Massachusetts, SAD ; treća konferencija od 3. do 8. kolovoza 2007., u Taipeiu, Tajvan; četvrta konferencija održana je u Aleksandriji, Egipat od 17. do 19. srpnja 2008, peta u Buenos Airesu, Argentina, šesta u poljskom gradu Gdańsk; dok će se u 2011. održati u Izraelu.  Teme prezentacija i rasprava uključuju projekte Zaklade Wikimedije, softver otvorenog koda i slobodan sadržaj.

## Galerija fotografija
- Wikimania 2007.
- Wikimania 2008.
- Wikimania 2009.
- Wikimania 2010.
- Wikimania 2011.

## Vanjske poveznice
Wikimania